# Майк Хорнер
Майк Хорнер (англ. Mike Horner, род. 3 февраля 1955 года, настоящее имя Дональд Томас Харт (англ. Donald Thomas Hart), также известен под псевдонимами Дон Хорнер, Дэн Сэр и Джонни Уилсон) — американский порноактёр, лауреат премии AVN Awards.

## Карьера
Хорнер начал сниматься в небольших порнофильмах, в то время именуемых петлями (названными так из-за особенностей их показа, постоянно закольцованных 16-мм фильмов, часто низкого качества, транслируемых в кабинках видеоклубов), в январе 1978 года. Его первым полнометражным фильмом был Tangerine ("Мандарин") 1979 года.
За свою карьеру появился в более чем 1300 фильмах. Является членом Зала славы AVN и Зала славы XRCO.

## Награды
- 1987: AVN Award "Лучший актёр — фильм" (Sexually Altered States)
- 1992: AVN Award "Лучший актёр второго плана — видео" (Bite)
- 1993: AVN Award "Лучший актёр — фильм" (The Seduction of Mary)
- 1994: AVN Award "Лучший актёр — фильм" (Justine)
- 1996: AVN Award "Лучший актёр — фильм" (Lessons in Love)
- 2002: AVN Award "Лучший актёр — видео" (Euphoria)
- 2002: AVN Award "Лучший актёр второго плана — видео" (Wild Thing)
- 2005: AVN Award "Лучшая сцена без секса" (The Collector)
- 2014: введён в Зал славы Legends of Erotica[1]

## Избранная фильмография
- Sexually Altered States (1985)
- Bite
- Taboo 8 (1990)
- The Seduction of Mary
- Justine (1993)
- Lessons in Love
- Euphoria (2000)
- Wild Thing
- The Collector
- Not The Bradys XXX (2007)
- Not Bewitched XXX (2008)
- Who's Nailin' Paylin? (2008)
- Camp Cuddly Pines Powertool Massacre
- Space Nuts
- No Limits
- Eternity
- Rush
- Ka$h